# Stilocladius montanus
Stilocladius montanus är en tvåvingeart som beskrevs av Rossaro 1979. Stilocladius montanus ingår i släktet Stilocladius och familjen fjädermyggor. Inga underarter finns listade i Catalogue of Life.